# 小行星9933
小行星9933（9933 Alekseev）是一颗绕太阳运转的小行星，为主小行星带小行星。该小行星于1985年9月19日发现。

## 轨道参数
小行星9933的轨道半长轴为2.1524873 UA，离心率为0.141。